# Joy Morton
Joy Sterling Morton (27 septembre 1855 - 10 mai 1934) est un homme d'affaires et entrepreneur américain surtout connu pour avoir fondé Morton Salt et créé le Morton Arboretum à Lisle, Illinois.